# 達先基
50°22′44″N 32°43′52″E / 50.37889°N 32.73111°E
達先基（羅馬化：Dashchenky）是烏克蘭北部切爾尼希夫州普里盧基區瓦爾瓦市鎮的村莊。該村面積1.34平方公里，海拔高度155米，2006年人口495，人口密度每平方公里397人。